# Rex Gordon
Rex Gordon, pseudonimo di Stanley Bennett Hough (Preston, 25 febbraio 1917 – Falmouth, febbraio 1998), è stato uno scrittore di fantascienza britannico.
Autore prolifico negli anni cinquanta-sessanta, il suo romanzo più noto è Prigioniero del silenzio (No Man Friday, 1956), che rimanda, a partire dal titolo originale, al celebre Robinson Crusoe di Defoe. In traduzione sono apparsi anche Utopia 239 (id., 1954), Primi alle stelle (First to the Stars, 1959), Caverna nel tempo (The Time Factor, 1964), Il pianeta della solitudine (The Yellow Fraction, 1969).

## Opere
(Parziale)

### Romanzi
- Utopia 239 (id, 1954); I Romanzi del Cosmo 18, Ponzoni Editore, Milano 1958; in La rivolta degli umani, Cosmo. I capolavori della fantascienza 8, Ponzoni Editore, Milano 1962
- Prigioniero del silenzio (No Man Friday, 1956; First on Mars 1957, versione britannica); Urania 168, Arnoldo Mondadori Editore, Milano 1958; Classici-Fantascienza 27, Arnoldo Mondadori Editore, Milano 1979
- I mondi di Eklos  (First to the Stars, 1959; aka The Worlds of Eclos, 1961); Urania 746, Arnoldo Mondadori Editore, Milano 1978; come Primi alle stelle, Libra Fantastica 26, Elara, Bologna 2021
- Caverna nel tempo (The Time Factor, 1964; aka First Through Time, 1962); Urania 383, Arnoldo Mondadori Editore, Milano 1965; Urania 835, Arnoldo Mondadori Editore, Milano 1980
- Utopia Minus X (1966) aka The Paw of God
- Mission in Guemo (1967) (firmato come S B Hough)
- Il pianeta della solitudine (The Yellow Fraction, 1969); Slan. Il Meglio della Fantascienza, Libra Editrice, Bologna 1975